# Hoa Tulip về Nhân quyền

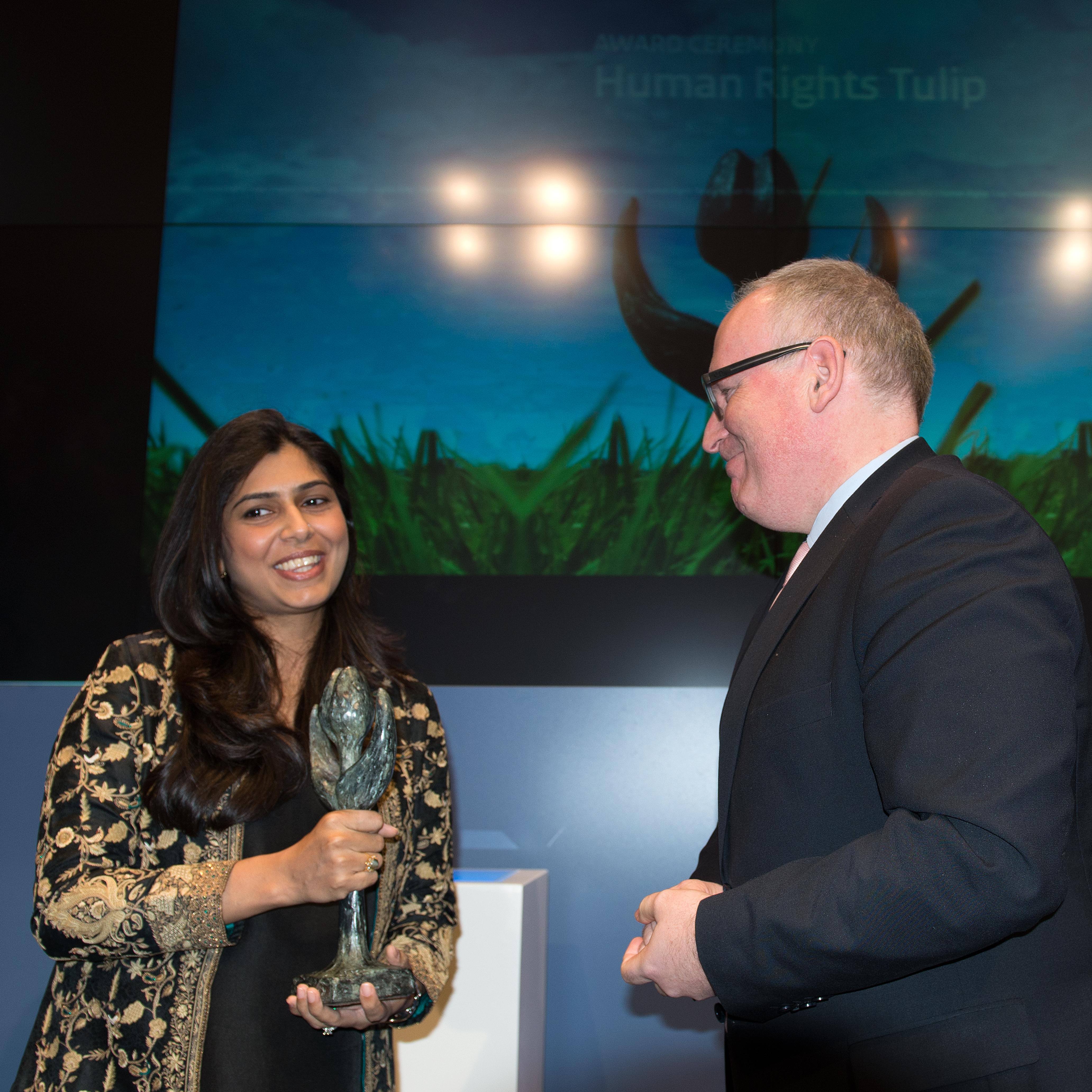
Sheena Hadi của Aahung được giải Hoa Tulip về Nhân quyền. Bên phải: Frans Timmermans (2013)

Hoa Tulip về Nhân quyền (tiếng Hà Lan: Mensenrechtentulp) là một giải thưởng thường niên được trao bởi Bộ Ngoại giao Hà Lan đến một nhà bảo vệ nhân quyền hay một tổ chức nhân quyền cổ võ và hỗ trợ các quyền con người theo những cách sáng tạo. Hoa Tulip về Nhân quyền được thành lập vào năm 2007 và hiện diện lần đầu tiên vào ngày 10 tháng 12 năm 2008.
Giải thưởng bao gồm một bức tượng và hỗ trợ trị giá 100.000 € để giúp đỡ các cá nhân hoặc tổ chức đoạt giải để tiếp tục phát triển và mở rộng quy mô sáng kiến của họ.
Thủ tục trao Tulip Nhân quyền bắt đầu với một thủ tục đề cử mở. Người được đề cử lại được đánh giá bởi tổ chức Công lý và Hòa bình Hà Lan, Bộ Ngoại giao Hà Lan và những mạng lưới của họ. Họ lựa ra 10 người, để cho công chúng bầu. Sau đó bộ trưởng Bộ Ngoại giao sẽ chọn một trong ba người được quần chúng ưa chuộng nhất.